# Heterarmia ochraceata
Heterarmia ochraceata là một loài bướm đêm trong họ Geometridae.